# Weaverville (North Carolina)
Weaverville is een plaats (town) in de Amerikaanse staat North Carolina, en valt bestuurlijk gezien onder Buncombe County.

## Demografie
Bij de volkstelling in 2000 werd het aantal inwoners vastgesteld op 2416.
In 2006 is het aantal inwoners door het United States Census Bureau geschat op 2529, een stijging van 113 (4,7%).

## Geografie
Volgens het United States Census Bureau beslaat de plaats een oppervlakte van
6,6 km², geheel bestaande uit land. Weaverville ligt op ongeveer 661 m boven zeeniveau.

## Plaatsen in de nabije omgeving
De onderstaande figuur toont nabijgelegen plaatsen in een straal van 20 km rond Weaverville.

## Geboren in Weaverville
- Malcolm Holcombe (1955-2024), singer-songwriter